# Viburnum alabamense
Viburnum alabamense är en desmeknoppsväxtart som först beskrevs av Mcatee, och fick sitt nu gällande namn av Sorrie. Viburnum alabamense ingår i släktet olvonsläktet, och familjen desmeknoppsväxter. Inga underarter finns listade i Catalogue of Life.